# Bailey Jay
Bailey-Jay Granger (* 5. listopadu 1988 Richmond, Virginie) je americká transsexuální žena, známá především jako Bailey Jay, pornografická herečka a modelka. Stala se známou díky své účasti na anime-conu, ze kterého pochází video, jež se stalo předmětem diskuse na 4chanu kolem roku 2007.
V letech 2011, 2012 a 2016 znovu získala ocenění AVN v kategorii Transsexual Performer of the Year, byla též opakovaně nominována na cenu XBIZ Award.

## Ocenění
- 2011 AVN Award – Transsexual Performer of the Year[4]
- 2011 nominace na XBIZ Award – Transsexual Performer of the Year[5]
- 2012 AVN Award – Transsexual Performer of the Year[6]
- 2012 nominace na XBIZ Award – Transsexual Performer of the Year[7]
- 2016 AVN Award – Favorite Trans Performer (Fan award)[8]